# 明尼哈鎮區 (堪薩斯州塞奇威克縣)
明尼哈鎮區（英語：Minneha Township）為美國堪薩斯州塞奇威克縣轄下的鎮區。2010年美国人口普查中此鎮區人口有3,417人。

## 地理
明尼哈鎮區涵蓋總面積為27.7平方（10.68平方英里），其中陸地面積為27.1平方（10.48平方英里），水域面積為0.52平方（0.20平方英里）或1.87%。海拔高度420（1,380英尺）。

## 人口統計
根據2010年美國人口普查，明尼哈鎮區人口有3,417人，其中男性有1,694人，女性有1,723人，人口密度為每平方公里123.58人，住房計1,463戶。鎮區內的白人有3,196人，非裔美國人有44人，美洲原住民有11人，亞裔美國人有78人，太平洋島裔美國人有4人，其他種族有25人，混血種族則有59人。此外鎮區內有75人為西班牙裔或拉丁裔美國人。此鎮區之年齡中位數為50.5歲，而男性年齡中位數為50.1歲，女性年齡中位數為50.9歲。

## 交通

### 主要公路
- 35號州際公路
- 400號美國國道
- 96號堪薩斯州州道